# Kampung Sepakat
Kampung Sepakat is een bestuurslaag in het regentschap Aceh Tenggara van de provincie Atjeh, Indonesië. Kampung Sepakat telt 279 inwoners (volkstelling 2010).